# Золотой глобус (премия, 1978)
35-я церемония вручения наград премии «Золотой глобус»

28 января 1978 года
Лучший фильм (драма): 

«Поворотный пункт»
Лучший фильм (комедия или мюзикл): 

«До свидания, дорогая»
Лучший драматический сериал: 

«Корни»
Лучший сериал (комедия или мюзикл): 

«Все в семье»
Лучший телефильм: 

«Рейд на Энтеббе»
< 34-я Церемонии вручения 36-я >
35-я церемония вручения наград премии «Золотой глобус» за заслуги в области кинематографа и телевидения за 1977 год состоялась 28 января 1978 года в отеле Beverly Hilton (Лос-Анджелес, Калифорния, США). Номинанты были объявлены 10 января 1978 года.

## Список лауреатов и номинантов
• Победители выделены отдельным цветом. 

### Игровое кино
Количество наград/номинаций:
- 2/7: «Джулия»
- 2/6: «Поворотный пункт»
- 4/5: «До свидания, дорогая»
- 1/5: «Энни Холл»
- 1/4: «Звёздные войны. Эпизод IV: Новая надежда»
- 0/4: «Близкие контакты третьей степени» / «Нью-Йорк, Нью-Йорк» / «Лихорадка субботнего вечера»
- 2/2: «Эквус»
- 1/2: «Необычный день»
- 0/2: «Я никогда не обещала вам розового сада» / «Страх высоты» / «Премьера» / «Шпион, который меня любил»
- 1/1: «Ты осветила жизнь мою»

| Категории                                | Лауреаты и номинанты                                                                                            | Лауреаты и номинанты                                                                    | Лауреаты и номинанты                                                                    |
| ---------------------------------------- | --- | --------------------------------------------------------------------------------------- | --------------------------------------------------------------------------------------- |
| Лучший фильм (драма)                     | • Поворотный пункт / The Turning Point                                                                          | • Поворотный пункт / The Turning Point                                                  | • Поворотный пункт / The Turning Point                                                  |
| Лучший фильм (драма)                     | • Близкие контакты третьей степени / Close Encounters of the Third Kind                                         |                                                                                         |                                                                                         |
| Лучший фильм (драма)                     | • Я никогда не обещала вам розового сада / I Never Promised You a Rose Garden                                   |                                                                                         |                                                                                         |
| Лучший фильм (драма)                     | • Джулия / Julia                                                                                                |                                                                                         |                                                                                         |
| Лучший фильм (драма)                     | • Звёздные войны. Эпизод IV: Новая надежда / Star Wars                                                          |                                                                                         |                                                                                         |
| Лучший фильм (комедия или мюзикл)        | • До свидания, дорогая / The Goodbye Girl                                                                       | • До свидания, дорогая / The Goodbye Girl                                               | • До свидания, дорогая / The Goodbye Girl                                               |
| Лучший фильм (комедия или мюзикл)        | • Страх высоты / High Anxiety                                                                                   |                                                                                         |                                                                                         |
| Лучший фильм (комедия или мюзикл)        | • Нью-Йорк, Нью-Йорк / New York, New York                                                                       |                                                                                         |                                                                                         |
| Лучший фильм (комедия или мюзикл)        | • Энни Холл / Annie Hall                                                                                        |                                                                                         |                                                                                         |
| Лучший фильм (комедия или мюзикл)        | • Лихорадка субботнего вечера / Saturday Night Fever                                                            |                                                                                         |                                                                                         |
| Лучший режиссёр                          | • Герберт Росс за фильм «Поворотный пункт»                                                                      | • Герберт Росс за фильм «Поворотный пункт»                                              | • Герберт Росс за фильм «Поворотный пункт»                                              |
| Лучший режиссёр                          | • Вуди Аллен — «Энни Холл»                                                                                      |                                                                                         |                                                                                         |
| Лучший режиссёр                          | • Джордж Лукас — «Звёздные войны. Эпизод IV: Новая надежда»                                                     |                                                                                         |                                                                                         |
| Лучший режиссёр                          | • Стивен Спилберг — «Близкие контакты третьей степени»                                                          |                                                                                         |                                                                                         |
| Лучший режиссёр                          | • Фред Циннеман — «Джулия»                                                                                      |                                                                                         |                                                                                         |
| Лучшая мужская роль (драма)              | Ричард Бёртон                                                                                                   | • Ричард Бёртон — «Эквус» (за роль Мартина Дайсарта)                                    | • Ричард Бёртон — «Эквус» (за роль Мартина Дайсарта)                                    |
| Лучшая мужская роль (драма)              | Ричард Бёртон                                                                                                   | • Марчелло Мастроянни — «Необычный день» (за роль Габриэле)                             |                                                                                         |
| Лучшая мужская роль (драма)              | Ричард Бёртон                                                                                                   | • Аль Пачино — «Бобби Дирфилд» (за роль Бобби Дирфилда)                                 |                                                                                         |
| Лучшая мужская роль (драма)              | Ричард Бёртон                                                                                                   | • Грегори Пек — «Макартур» (англ.) (за роль генерала Дугласа Макартура)                 |                                                                                         |
| Лучшая мужская роль (драма)              | Ричард Бёртон                                                                                                   | • Генри Уинклер — «Герои» (англ.) (за роль Джека Данна)                                 |                                                                                         |
| Лучшая женская роль (драма)              | | • Джейн Фонда — «Джулия» (за роль Лилиан Хеллман)                                       | • Джейн Фонда — «Джулия» (за роль Лилиан Хеллман)                                       |
| Лучшая женская роль (драма)              | • Энн Бэнкрофт — «Поворотный пункт» (за роль Эммы Джеклин)                                                      |                                                                                         |                                                                                         |
| Лучшая женская роль (драма)              | • Дайан Китон — «В поисках мистера Гудбара» (за роль Терезы Данн)                                               |                                                                                         |                                                                                         |
| Лучшая женская роль (драма)              | • Кэтлин Куинлан — «Я никогда не обещала вам розового сада» (за роль Деборы Блейк)                              |                                                                                         |                                                                                         |
| Лучшая женская роль (драма)              | • Джина Роулендс — «Премьера» (за роль Миртл Гордон)                                                            |                                                                                         |                                                                                         |
| Лучшая мужская роль (комедия или мюзикл) | Ричард Дрейфус                                                                                                  | • Ричард Дрейфус — «До свидания, дорогая» (за роль Эллиота Гарфилда)                    | • Ричард Дрейфус — «До свидания, дорогая» (за роль Эллиота Гарфилда)                    |
| Лучшая мужская роль (комедия или мюзикл) | Ричард Дрейфус                                                                                                  | • Вуди Аллен — «Энни Холл» (за роль Элви Сингера)                                       |                                                                                         |
| Лучшая мужская роль (комедия или мюзикл) | Ричард Дрейфус                                                                                                  | • Мел Брукс — «Страх высоты» (за роль Ричарда Х. Торндайка)                             |                                                                                         |
| Лучшая мужская роль (комедия или мюзикл) | Ричард Дрейфус                                                                                                  | • Роберт Де Ниро — «Нью-Йорк, Нью-Йорк» (за роль Джимми Дойла)                          |                                                                                         |
| Лучшая мужская роль (комедия или мюзикл) | Ричард Дрейфус                                                                                                  | • Джон Траволта — «Лихорадка субботнего вечера» (за роль Тони Манеро)                   |                                                                                         |
| Лучшая женская роль (комедия или мюзикл) | Дайан Китон | • Дайан Китон — «Энни Холл» (за роль Энни Холл)                                         |                                                                                         |
| Лучшая женская роль (комедия или мюзикл) | Дайан Китон | • Марша Мейсон — «До свидания, дорогая» (за роль Полы МакФадден)                        |                                                                                         |
| Лучшая женская роль (комедия или мюзикл) | Дайан Китон | • Салли Филд — «Полицейский и бандит» (за роль Кэрри)                                   |                                                                                         |
| Лучшая женская роль (комедия или мюзикл) | Дайан Китон | • Лайза Миннелли — «Нью-Йорк, Нью-Йорк» (за роль Франсины Эванс)                        |                                                                                         |
| Лучшая женская роль (комедия или мюзикл) | Дайан Китон | • Лили Томлин — «Позднее шоу» (за роль Марго Сперлинг)                                  |                                                                                         |
| Лучший актёр второго плана               | | • Питер Фёрт — «Эквус» (за роль Алана Стрэнга)                                          | • Питер Фёрт — «Эквус» (за роль Алана Стрэнга)                                          |
| Лучший актёр второго плана               | • Михаил Барышников — «Поворотный пункт» (за роль Юрия Копейкина)                                               |                                                                                         |                                                                                         |
| Лучший актёр второго плана               | • Алек Гиннесс — «Звёздные войны. Эпизод IV: Новая надежда» (за роль Оби-Вана Кеноби)                           |                                                                                         |                                                                                         |
| Лучший актёр второго плана               | • Джейсон Робардс — «Джулия» (за роль Дэшилла Хэммета)                                                          |                                                                                         |                                                                                         |
| Лучший актёр второго плана               | • Максимилиан Шелл — «Джулия» (за роль Йоханна)                                                                 |                                                                                         |                                                                                         |
| Лучшая актриса второго плана             | | • Ванесса Редгрейв — «Джулия» (за роль Джулии)                                          | • Ванесса Редгрейв — «Джулия» (за роль Джулии)                                          |
| Лучшая актриса второго плана             | • Энн-Маргрет — «Джозеф Эндрюс» (англ.) (за роль леди Буби (Белль))                                             |                                                                                         |                                                                                         |
| Лучшая актриса второго плана             | • Джоан Блонделл — «Премьера» (за роль Сары Гуд)                                                                |                                                                                         |                                                                                         |
| Лучшая актриса второго плана             | • Лесли Браун — «Поворотный пункт» (за роль Эмилии Роджерс)                                                     |                                                                                         |                                                                                         |
| Лучшая актриса второго плана             | • Куинн Каммингс — «До свидания, дорогая» (за роль Люси МакФадден)                                              |                                                                                         |                                                                                         |
| Лучшая актриса второго плана             | • Лилия Скала — «Роузленд» (за роль Розы)                                                                       |                                                                                         |                                                                                         |
| Лучший сценарий                          | | • Нил Саймон — «До свидания, дорогая»                                                   | • Нил Саймон — «До свидания, дорогая»                                                   |
| Лучший сценарий                          | • Вуди Аллен — «Энни Холл»                                                                                      |                                                                                         |                                                                                         |
| Лучший сценарий                          | • Артур Лорентс — «Поворотный пункт»                                                                            |                                                                                         |                                                                                         |
| Лучший сценарий                          | • Элвин Сарджент — «Джулия»                                                                                     |                                                                                         |                                                                                         |
| Лучший сценарий                          | • Стивен Спилберг — «Близкие контакты третьей степени»                                                          |                                                                                         |                                                                                         |
| Лучшая музыка к фильму                   | | • Джон Уильямс за музыку к фильму «Звёздные войны. Эпизод IV: Новая надежда»            | • Джон Уильямс за музыку к фильму «Звёздные войны. Эпизод IV: Новая надежда»            |
| Лучшая музыка к фильму                   | • Барри Гибб — «Лихорадка субботнего вечера»                                                                    |                                                                                         |                                                                                         |
| Лучшая музыка к фильму                   | • Марвин Хэмлиш — «Шпион, который меня любил»                                                                   |                                                                                         |                                                                                         |
| Лучшая музыка к фильму                   | • Джоэл Хёршхорн — «Дракон Пита»                                                                                |                                                                                         |                                                                                         |
| Лучшая музыка к фильму                   | • Джон Уильямс — «Близкие контакты третьей степени»                                                             |                                                                                         |                                                                                         |
| Лучшая песня                             | • You Light Up My Life — «Ты осветила жизнь мою» (англ.) — музыка и слова: Джозеф Брукс                         | • You Light Up My Life — «Ты осветила жизнь мою» (англ.) — музыка и слова: Джозеф Брукс | • You Light Up My Life — «Ты осветила жизнь мою» (англ.) — музыка и слова: Джозеф Брукс |
| Лучшая песня                             | • Down Deep Inside — «Бездна» — музыка и слова: Джон Барри и Донна Саммер                                       |                                                                                         |                                                                                         |
| Лучшая песня                             | • How Deep Is Your Love — «Лихорадка субботнего вечера» — музыка и слова: Барри, Морис и Робин Гиббы (Bee Gees) |                                                                                         |                                                                                         |
| Лучшая песня                             | • New York, New York — «Нью-Йорк, Нью-Йорк» — музыка: Джон Кандер, слова: Фред Эбб                              |                                                                                         |                                                                                         |
| Лучшая песня                             | • Nobody Does It Better — «Шпион, который меня любил» — музыка: Марвин Хэмлиш, слова: Кэрол Байер Сейджер       |                                                                                         |                                                                                         |
| Лучший иностранный фильм                 | • Необычный день / Una giornata particolare (Италия)                                                            | • Необычный день / Una giornata particolare (Италия)                                    | • Необычный день / Una giornata particolare (Италия)                                    |
| Лучший иностранный фильм                 | • Выкорми ворона / Cría cuervos (Испания)                                                                       |                                                                                         |                                                                                         |
| Лучший иностранный фильм                 | • Вся жизнь впереди / La Vie devant soi (Франция)                                                               |                                                                                         |                                                                                         |
| Лучший иностранный фильм                 | • И слоны бывают неверны / Un éléphant ça trompe énormément (Франция)                                           |                                                                                         |                                                                                         |
| Лучший иностранный фильм                 | • Этот смутный объект желания / Cet obscur objet du désir (Франция)                                             |                                                                                         |                                                                                         |

### Телевизионные награды
| Категории                                              | Лауреаты и номинанты                                                                      | Лауреаты и номинанты                                                      |
| ------------------------------------------------------ | ----------------------------------------------------------------------------------------- | ------------------------------------------------------------------------- |
| Лучший телевизионный сериал (драма)                    | • Корни / Roots                                                                           | • Корни / Roots                                                           |
| Лучший телевизионный сериал (драма)                    | • Ангелы Чарли / Charlie’s Angels                                                         |                                                                           |
| Лучший телевизионный сериал (драма)                    | • Коломбо / Columbo                                                                       |                                                                           |
| Лучший телевизионный сериал (драма)                    | • Семья / Family                                                                          |                                                                           |
| Лучший телевизионный сериал (драма)                    | • Старски и Хатч / Starsky and Hutch                                                      |                                                                           |
| Лучший телевизионный сериал (драма)                    | • Вверх и вниз по лестнице / Upstairs, Downstairs                                         |                                                                           |
| Лучший телевизионный сериал (комедия или мюзикл)       | • Все в семье / All in the Family                                                         | • Все в семье / All in the Family                                         |
| Лучший телевизионный сериал (комедия или мюзикл)       | • Барни Миллер / Barney Miller                                                            |                                                                           |
| Лучший телевизионный сериал (комедия или мюзикл)       | • Шоу Кэрол Бёрнетт / The Carol Burnett Show                                              |                                                                           |
| Лучший телевизионный сериал (комедия или мюзикл)       | • Счастливые дни / Happy Days                                                             |                                                                           |
| Лучший телевизионный сериал (комедия или мюзикл)       | • Лаверна и Ширли / Laverne & Shirley                                                     |                                                                           |
| Лучший телевизионный фильм                             | • Рейд на Энтеббе / Raid on Entebbe                                                       | • Рейд на Энтеббе / Raid on Entebbe                                       |
| Лучший телевизионный фильм                             | • Просто небольшое беспокойство / Just a Little Inconvenience                             |                                                                           |
| Лучший телевизионный фильм                             | • Mary Jane Harper Cried Last Night                                                       |                                                                           |
| Лучший телевизионный фильм                             | • Мэри Уайт / Mary White                                                                  |                                                                           |
| Лучший телевизионный фильм                             | • Something for Joey                                                                      |                                                                           |
| Лучшая мужская роль в драматическом телесериале        |                                                                                           | • Эдвард Аснер — «Лу Грант» (за роль Лу Гранта)                           |
| Лучшая мужская роль в драматическом телесериале        | • Роберт Конрад — «Блеяние чёрной овцы» (англ.) (за роль майора Грега «Паппи» Бойингтона) |                                                                           |
| Лучшая мужская роль в драматическом телесериале        | • Питер Фальк — «Коломбо» (за роль лейтенанта Коломбо)                                    |                                                                           |
| Лучшая мужская роль в драматическом телесериале        | • Джеймс Гарнер — «Досье детектива Рокфорда» (англ.) (за роль детектива Джима Рокфорда)   |                                                                           |
| Лучшая мужская роль в драматическом телесериале        | • Телли Савалас — «Коджак» (англ.) (за роль лейтенанта Тео Коджака)                       |                                                                           |
| Лучшая женская роль в в драматическом телесериале      |                                                                                           | • Лесли Энн Уоррен — «79, Парк-авеню» (за роль Марьи Флуджики / Марианны) |
| Лучшая женская роль в в драматическом телесериале      | • Энджи Дикинсон — «Женщина-полицейский» (за роль сержанта Сюзанны «Пеппер» Андерсон)     |                                                                           |
| Лучшая женская роль в в драматическом телесериале      | • Кейт Джексон — «Ангелы Чарли» (за роль Сабрины Дункан)                                  |                                                                           |
| Лучшая женская роль в в драматическом телесериале      | • Лесли Уггэмс — «Корни» (за роль Киззи Рейнольдс)                                        |                                                                           |
| Лучшая женская роль в в драматическом телесериале      | • Линдси Вагнер — «Бионическая женщина» (англ.) (за роль Джейми Соммерс)                  |                                                                           |
| Лучшая мужская роль в телесериале (комедия или мюзикл) | Генри Уинклер                                                                             | • Генри Уинклер — «Счастливые дни» (за роль Артура «Фонци» Фонцарелли)    |
| Лучшая мужская роль в телесериале (комедия или мюзикл) | Генри Уинклер                                                                             | • Рон Ховард — «Счастливые дни» (за роль Ричи Каннингэма)                 |
| Лучшая мужская роль в телесериале (комедия или мюзикл) | Генри Уинклер                                                                             | • Алан Алда — «МЭШ» (за роль капитана Бенджамина Франклина Пирса)         |
| Лучшая мужская роль в телесериале (комедия или мюзикл) | Генри Уинклер                                                                             | • Хэл Линден — «Барни Миллер» (за роль капитана Барни Миллера)            |
| Лучшая мужская роль в телесериале (комедия или мюзикл) | Генри Уинклер                                                                             | • Кэрролл О’Коннор — «Все в семье» (за роль Арчи Банкера)                 |
| Лучшая женская роль в телесериале (комедия или мюзикл) |                                                                                           | • Кэрол Бёрнетт — «Шоу Кэрол Бёрнетт» (за роли различных персонажей)      |
| Лучшая женская роль в телесериале (комедия или мюзикл) | • Беатрис Артур — «Мод» (англ.) (за роль Мод Финдлей)                                     |                                                                           |
| Лучшая женская роль в телесериале (комедия или мюзикл) | • Пенни Маршалл — «Лаверна и Ширли» (за роль Лаверны Дефазио)                             |                                                                           |
| Лучшая женская роль в телесериале (комедия или мюзикл) | • Изабель Санфорд — «Джефферсоны» (за роль Луизы Джефферсон)                              |                                                                           |
| Лучшая женская роль в телесериале (комедия или мюзикл) | • Джин Стэплтон — «Все в семье» (за роль Эдит Банкер)                                     |                                                                           |
| Лучшая женская роль в телесериале (комедия или мюзикл) | • Синди Уильямс — «Лаверна и Ширли» (за роль Ширли Фини)                                  |                                                                           |

### Специальные награды
| Награда                                                     | Лауреаты         | Лауреаты                                                           |
| ----------------------------------------------------------- | ---------------- | ------------------------------------------------------------------ |
| Премия Сесиля Б. Де Милля (Награда за вклад в кинематограф) | Ред Скелтон      | • Ред Скелтон (англ.)                                              |
| Премия Генриетты Henrietta Award (World Film Favorites)     | Роберт Редфорд   | • Роберт Редфорд                                                   |
| Премия Генриетты Henrietta Award (World Film Favorites)     | Барбра Стрейзанд | • Барбра Стрейзанд                                                 |
| Мисс «Золотой глобус» 1978 (Символическая награда)          |                  | • Элизабет Стэк (дочь актёра Роберта Стэка и актрисы Розмари Стэк) |